# Telescopio Liverpool
El Telescopio Liverpool es un telescopio de 2 metros de diámetro totalmente robotizado, lo que significa que puede ser activado a distancia y también funcionar sin intervención humana en forma automática, una vez dada una lista de observaciones que formular. Es el mayor telescopio robótico del mundo que se utilizará principalmente para la astronomía.
El telescopio fue construido por Telescopio Technologies Ltd y es propiedad de Liverpool John Moores University con la financiación operativa de PPARC. Se encuentra en Observatorio del Roque de los Muchachos de La Palma. Se trata de un telescopio del tipo Ritchey-Chrétien.
Junto con el Telescopio Faulkes Norte y el Telescopio Faulkes Sur, el Telescopio Liverpool también está disponible para su uso por los niños en edad escolar en todo el mundo a través de internet.
El Telescopio Liverpool es uno de los principales actores de la Consorcio de Redes de Telescopios Heterogéneos, una iniciativa de colaboración entre los principales grupos de investigación en el ámbito de telescopios robóticos que busca un estándar para la comunicación remota entre los telescopios, telescopios de usuarios, y otros recursos científicos.